# Ить
Ить — река в России, протекает по Даниловскому, Тутаевскому и Ярославскому районам Ярославской области; левый приток Волги. Длина — 68 км, площадь водосборного бассейна — 718 км².

## Описание
Река начинается среди Мишутинских высот, расположенных на юго-восточных склонах Даниловской возвышенности к северу от деревни Никитино Даниловского района. Её исток приурочен к крупному гидрографическому узлу, дающему начало, помимо Ити, рекам Касть, Ухра и Пеленга.
На всём своём протяжении Ить течёт в основном с севера на юг по территории Тутаевского и Ярославского районов. Впадает в Волгу (Горьковское водохранилище) в 2643 км от её устья по левому берегу у южной окраины села Устье на высоте 84 м над уровнем моря. К югу от места впадения в Волгу находится территория Ярославля (район Резинотехника).
В верхнем и среднем течении ширина русла меняется от 5 до 25 м, глубина — от 0,2 до 1,5 м; в нижнем течении ширина может достигать 60 м, а глубина 2,5 м. Средний расход воды составляет 4,77 м³/с.
Для Ити характерны развитые излучины в форме подков радиусом 300—400 м. В прошлом на реке были расположены мельницы; позже по Ити сплавляли лес.
Долина реки обладает высокими рекреационными качествами, которые используются с давних пор. Имеет место примечательный исторический ландшафт. По высокому правому краю долины произрастают липы, дубы и вязы, сочетающиеся с разнотравьем высокой поймы. В долине существует несколько пионерлагерей, строятся дачные посёлки. Весной Ить используется для спортивного сплава туристами-водниками.
С 2005 года прибрежная зона низовьев реки относится к числу памятников природы регионального значения. Площадь особо охраняемой природной территории — 119,9 га.
В месте впадения Ити в Волгу — в селе Устье — расположена церковь Смоленской иконы Божией Матери, построенная в 1771 году.

## Притоки
У Ити 17 притоков, общая длина которых составляет 195 км. Важнейшими среди них являются:

(указано расстояние от устья)
- 0,3 км: Ирень (пр)
- 14 км: Соньга (лв)
- 14,2 км: Кондра (лв)
- 20,5 км Рождественка (пр)
- 26 км: Когаша (лв)
- 34 км: Рога (лв)
- 36 км: Митька (пр)
- 38 км: Тоймина (лв)
- 40 км: Вокшерка (лв)
- 52 км: Холопка (лв)
- Белый (лв)[2][8]

## Населённые пункты у реки
Даниловский район — Антонково, Никитино, Рыжиково, Осташево, Малахово, Самсоново, Крохино; Тутаевский район — Зайки; Даниловский район — Красново, Власово; Ярославский район — Починок, Дор, Дубовики, Курманово; Тутаевский район — Князево, Коломино, Гуреево, Дор, Обухово, Олехово, Борисово, Тимоханово, Суглобино; Ярославский район — Тарантаево, Кувшинцево, Ишманово, Аксенцево, Поповское, Спас, Дмитриевское, Павловское, Нестерово, Филисово, Дудинское, Филатово, Ватолино, Красное, Софино, Устье; Ярославль.

## Данные водного реестра
По данным государственного водного реестра России относится к Верхневолжскому бассейновому округу, водохозяйственный участок реки — Волга от Рыбинского гидроузла до города Кострома, без реки Кострома от истока до водомерного поста у деревни Исады, речной подбассейн реки — Волга ниже Рыбинского водохранилища до впадения Оки. Речной бассейн реки — (Верхняя) Волга до Куйбышевского водохранилища (без бассейна Оки).
Код объекта в государственном водном реестре — 8010300212110000010552.

## Галерея
- Закат над устьем.
- Панорама долины реки перед восходом солнца.
- Место впадения в Волгу.
- Вид с высокого левого берега.
- Ить в районе деревни Филисово ранней весной.